# Werner Jantosch

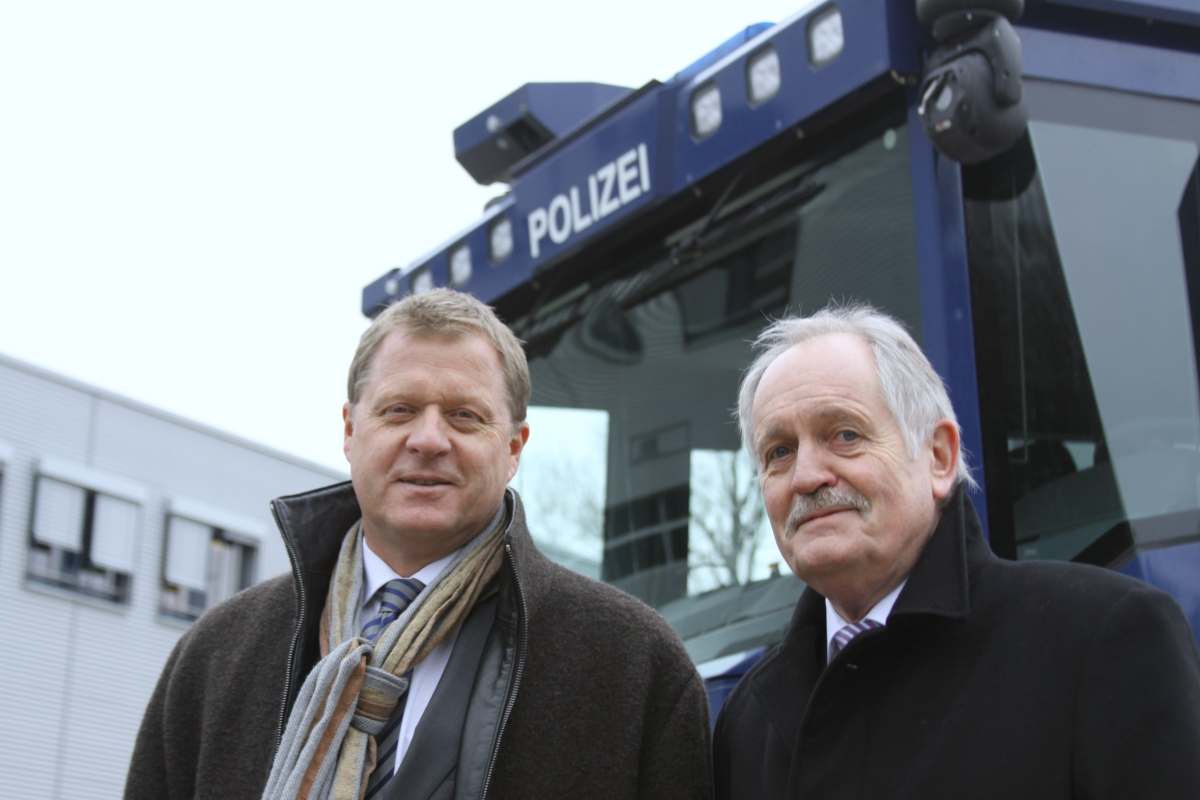
Werner Jantosch (r.) als Hamburger Polizeipräsident mit dem damaligen Hamburger Innensenator Heino Vahldieck bei der Übergabe des Wasserwerfers WaWe 10000 an die Bereitschaftspolizei Hamburg am 10. Februar 2011

Werner Jantosch (* 26. August 1950 in Hamburg) war von 2004 bis 2012 Polizeipräsident in Hamburg.
Werner Jantosch absolvierte die Volksschule in Eppendorf und besuchte die Handelsschule Kellinghusenstraße. Die Ausbildung bei der Polizei Hamburg begann er 1968 als Polizeianwärter im mittleren Dienst. 1971 war er bei der Hamburger Bereitschaftspolizei. Von 1978 bis 1981 erfolgte die Ausbildung zum Polizeikommissar mit dem Abschluss Diplom-Verwaltungswirt (FH). Von 1981 bis 1985 war Jantosch Dienstgruppenleiter im Polizeikommissariat 11. An der Polizeiführungsakademie in Münster absolvierte er von 1985 bis 1987 eine Ausbildung. Von 1987 bis 1989 war er stellvertretender Abteilungsleiter in der Landespolizeischule und Dozent für Verwaltungsrecht. Als Polizeiführer vom Dienst war er von 1989 bis 1990 tätig. Von 1990 bis 1993 war er Einsatzleiter Polizeidirektion Mitte.
Von 1993 bis 1996 war er Pressesprecher der Polizei Hamburg. Dabei spielte er 1996 als Pressesprecher eine wichtige Rolle in der Zusammenarbeit zwischen Polizei und Medien bei der Reemtsma-Entführung. Gemeinsam gelang es, die Entführung vier Wochen geheim zu halten. Von 1996 bis 1998 war er Leiter der Personalabteilung. Anschließend wurde er stellvertretender Leiter der Hamburger Bereitschaftspolizei und blieb dies bis 2000. 2001/2002 war er Stabsleiter der Polizeidirektion Süd. 2002/2003 war Jantosch Leiter der Grundsatzabteilung in der Präsidialabteilung und ab 2003 Leiter der Präsidialabteilung. Von 2003 bis 29. März 2004 war Jantosch Polizeivizepräsident.
Jantosch wurde 2004 vom damaligen Hamburger Innensenator Udo Nagel zum Polizeipräsidenten Hamburgs ernannt. 2010 wurde Jantosch zum Vorsitzenden der Arbeitsgemeinschaft der Polizeipräsidenten Deutschlands gewählt. Jantosch trat damit die Nachfolge von Nordhessens Polizeipräsident Wilfried Henning an. Jantosch war seit dem 30. März 2004 bis zum 13. Januar 2012 als Polizeipräsident in Hamburg tätig gewesen. Sein Nachfolger wurde Wolfgang Kopitzsch. Der parteilose Jantosch wurde in den vorzeitigen Ruhestand versetzt.
Seit Ende 2014 ist Werner Jantosch Vorsitzender des Polizeiverein Hamburgs.